# Lepanthes stelidipetala
Lepanthes stelidipetala är en orkidéart som beskrevs av Carlyle August Luer. Lepanthes stelidipetala ingår i släktet Lepanthes och familjen orkidéer. Inga underarter finns listade i Catalogue of Life.